# Гран-при Сан-Себастьяна

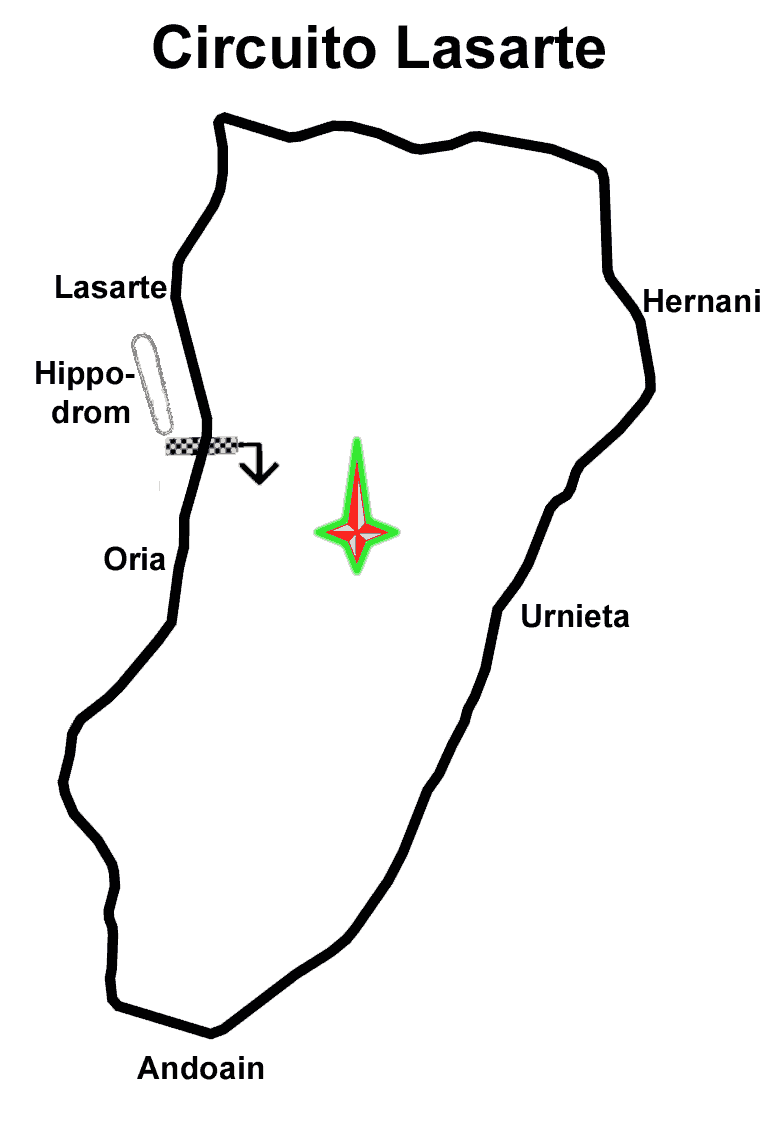
Трасса гонки.

Гран-при Сан-Себастьяна (исп. Gran Premio de San Sebastián) — автомобильная гонка, проходившая на трассе Ласарте в Ласарте-Ория (Испания).
На протяжении большей части своего существования гонка было главным гоночным событием в Испании. Гран-при Сан-Себастьяна иногда задним числом считается Гран-при Испании в те годы, когда Гран-при Испании не проводился.
Гонка 1926 года была частью чемпионата мира среди производителей.
Восьмой Гран-при Сан-Себастьяна был запланирован на 25 июля 1930 года, но его пришлось отменить из-за плохой экономической ситуации после краха Уолл-стрита в октябре 1929 года. Были предприняты усилия, и AIACR разрешил продолжить гонку в октябре. Гонка 5 января 1930 года должна была стать последним Гран-при Сан-Себастьяна. Когда гонки вернулись на трассу Ласарте в 1933 году, они имели статус Гран-при Испании.

## Победители Гран-при
Ниже перечислены победители Гран-при Сан-Себастьяна. Список победителей других гонок, проходивших на трассе Ласарте, можно посмотреть в статье Гран-при Испании.
| Год  | Водитель                  | Компания                  | Отчёт | Примечание                                    |
| ---- | ------------------------- | ------------------------- | ----- | --------------------------------------------- |
| 1923 | Альбер Гуйо               | Rolland-Pilain            |       |                                               |
| 1924 | Генри Сигрейв             | Sunbeam Motor Car Company |       |                                               |
| 1925 | Альберт Диво Андрэ Морель | Delage                    |       |                                               |
| 1926 | Жюль Гоу                  | Bugatti                   | Отчёт | Гонка этого года имела статус Гран-при Европы |
| 1927 | Матерасси Эмилио          | Bugatti                   |       |                                               |
| 1928 | Луи Широн                 | Bugatti                   |       |                                               |
| 1929 | Луи Широн                 | Bugatti                   |       |                                               |
| 1930 | Акилле Варци              | Maserati                  | Отчёт |                                               |